# HMS Barham (04)
El HMS Barham (04) fue un acorazado de la clase Queen Elizabeth de la Marina Real británica, llamado así por Charles Middleton, primer barón Barham. Fue construido en los astilleros John Brown & Company de Clydebank, Escocia y botado en 1914.
El HMS Barham es uno de los tres únicos acorazados que han sido filmados en el momento de su hundimiento, junto al SMS Szent István  y al USS Arizona.

## Historial de servicio

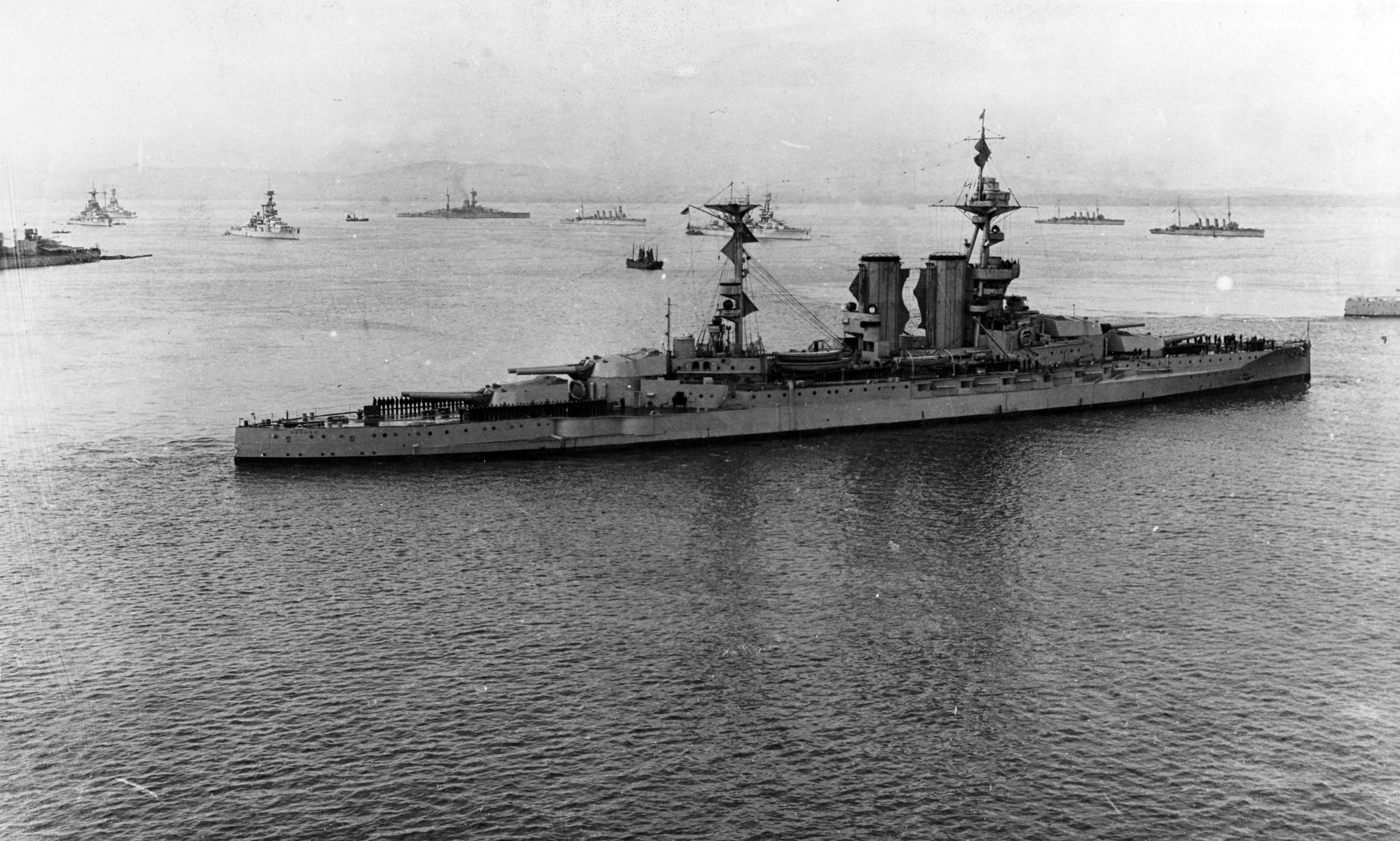
El HMS Barham en 1917, durante la Gran Guerra.

Durante la Primera Guerra Mundial, fue integrante del 5º escuadrón de batalla, y participó en la batalla de Jutlandia, donde realizó 337 disparos y recibió cinco impactos.
Vino a sorprenderle el estallido de la Segunda Guerra Mundial en el Mediterráneo, hasta que en diciembre de 1939 se le ordenó regresar a Inglaterra. El 12 de diciembre de ese año hundió al destructor HMS Duchess al colisionar con él frente a Kintyre, en el canal del Norte. El 28 de diciembre, fue torpedeado por el U-30 al norte de las Hébridas. El torpedo impactó entre los pañoles de munición de las torretas A y B, por el costado de babor, abriendo un gran agujero. Cuatro tripulantes resultaron muertos y dos resultaron heridos. Tras la explosión, el acorazado se inclinó tres metros por la proa. Fue llevado a Liverpool y permaneció durante tres meses en reparaciones, hasta que a mediados de abril de 1940 regresó al servicio activo. 
Partió con rumbo a Gibraltar, integrándose en la Fuerza H, en agosto, y con ella tomó parte en la Operación Menace, cuyo objetivo era la destrucción de la flota francesa en Dakar, donde llegó el 3 de septiembre de 1940. Entre el 3 y el 5 de septiembre el HMS Barham fue alcanzado en dos ocasiones por los proyectiles de las baterías costeras francesas con un impacto de 155 mm y otro de 238 mm, que causaron 9 muertos y 12 heridos. 
En noviembre del mismo año fue transferido a la Mediterranean Fleet, llevando a cabo misiones de escolta a los convoyes de Malta e incursiones a la costa enemiga. El 3 de enero de 1941 tomó parte en el bombardeo de Bardia, el 28 de marzo en la batalla del Cabo Matapán y el 1 de abril en el bombardeo de Trípoli.
En mayo de 1941 tomó parte en las operaciones de Creta, donde el día 27 de mayo fue atacado por Ju 88 y alcanzado por una bomba en la torre, inundándose varios compartimentos e incendiándose otros. Tras unas reparaciones de urgencia en Alejandría, el HMS Barham partió con rumbo a Durban, Sudáfrica, donde estuvo en el dique seco hasta el 30 de julio, cuando fue nuevamente destinado a la Mediterranean Fleet. 

### Hundimiento

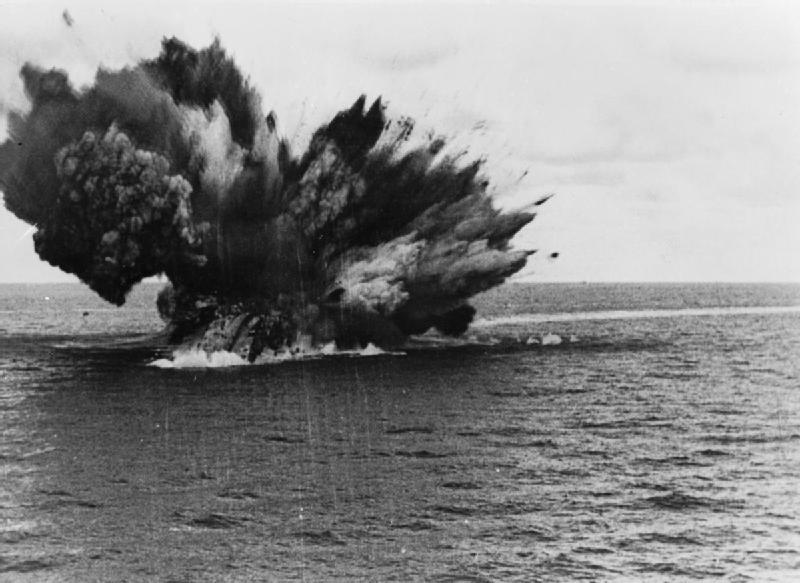
Explosión del HMS Barham.

El 24 de noviembre de 1941 partió con la Fuerza A junto con el Queen Elizabeth y el Valiant desde Alejandría para cubrir la salida de los cruceros que pretendían interceptar a los convoyes italianos que se dirigían a Libia, batiendo la zona entre Cirenaica y Creta. El 25 de noviembre, a las 16:30, el HMS Barham fue alcanzado en el costado de babor por tres torpedos de una salva de cuatro, lanzados por el U-331 del Kapitänleutnant (Teniente de navío) Hans-Dietrich von Tiesenhausen, al norte de Sidi Barrani, en la posición 32°34′N 26°24′E / 32.567, 26.400. 
A los cuatro minutos del impacto de los torpedos, y cuando el HMS Barham comenzaba a escorarse peligrosamente a babor, explotó el polvorín que almacenaba los proyectiles de 381 mm; la explosión fue tan violenta que el acorazado estalló y elevó una gigantesca columna de humo que cubrió por completo su hundimiento. Un total de 862 tripulantes perecieron, entre ellos su comandante, el capitán G.C. Cooke. Hubo 395 supervivientes, rescatados por los destructores HMS Hotspur y HMAS Nizam. El hundimiento fue capturado en una película por un camarógrafo de Pathé News a bordo del Valiant.

## Espiritismo
A finales de enero de 1942, Alemania informó del hundimiento del HMS Barham, que no fue reconocido por Gran Bretaña hasta el 27 de enero de 1942. Poco después de su hundimiento en noviembre de 1941, durante una sesión de espiritismo, un marinero del HMS Barham se aparece a una famosa médium estando presente su madre, y le informa que su buque había sido hundido cerca de Malta por un submarino. Todo se agrava cuando la madre comienza a reclamar noticias al Almirantazgo y comentar cómo se enteró. Ante esto, comienza el malestar en el gobierno, que empieza a vigilar a la citada médium. Fue detenida en 1944 acusada de Vagancia, Conspiración y finalmente de brujería, juzgada aplicando el "Acta de Brujería" de 1735 y condenada finalmente a 9 meses de prisión.